# Latija-luciferin monooksigenaza (demetilacija)
Latija-luciferin monooksigenaza (demetilacija) (EC 1.14.99.21, luciferaza (Latia luciferin), Latia luciferin monooksigenaza (demetilacija)) je enzim sa sistematskim imenom Latia-luciferin,vodonik-donor:kiseonik oksidoreduktaza (demetilacija). Ovaj enzim katalizuje sledeću hemijsku reakciju
Latija luciferin + 2 + 2 O2 {\displaystyle \rightleftharpoons } oksidovani Latija luciferin + 2 + format + A + H2O + hnu
Ovaj enzim je flavoprotein.

## Literatura
- Nicholas C. Price; Lewis Stevens (1999). Fundamentals of Enzymology: The Cell and Molecular Biology of Catalytic Proteins (Third изд.). USA: Oxford University Press. ISBN 019850229X.
- Eric J. Toone (2006). Advances in Enzymology and Related Areas of Molecular Biology, Protein Evolution (Volume 75 изд.). Wiley-Interscience. ISBN 0471205036.
- Branden C; Tooze J. Introduction to Protein Structure. New York, NY: Garland Publishing. ISBN 0-8153-2305-0.
- Irwin H. Segel. Enzyme Kinetics: Behavior and Analysis of Rapid Equilibrium and Steady-State Enzyme Systems (Book 44 изд.). Wiley Classics Library. ISBN 0471303097.

## Spoljašnje veze
- Latia-luciferin+monooxygenase+(demethylating) на 